# ICAO空港コードの一覧/F
ICAOコードによる空港の一覧：A - B - C - D - E - F - G - H - I - J - K（KA - KG - KN） - L - M - N - O - P - Q - R - S - T - U - V - W - X - Y - Z
この一覧では次のような形式で列挙する。
- ICAOコード（IATAコード）– 空港名 – 空港の所在地

## FA – 南アフリカ共和国
カテゴリと一覧も参照
- FAAB (ALJ) – アレクサンダー・ベイ飛行場（英語版） – アレクサンダー・ベイ（英語版）
- FAAG (AGZ) – アッヘニアイルス空港（英語版） – アッヘニアイルス（英語版）
- FAAN – アリワル・ノース空港（wikidata） – アリワル・ノース（英語版）
- FABE (BIY) – ビショ空港（英語版） – ビショ
- FABL (BFN) – ブルームフォンテーン国際空港 – ブルームフォンテーン
- FABM (BHM) – ベツレヘム空港（英語版） – ベツレヘム（英語版）
- FABU (UTE) – ブルトフォンテイン空港 – ブルトフォンテイン（英語版）
- FACD (CDO) – クラドック空港（wikidata） – クラドック（英語版）
- FACN – カーナーボン空港（英語版） – カーナーボン（英語版）
- FACT (CPT) – ケープタウン国際空港 – ケープタウン
- FADN – ダーバン空軍基地（英語版） – ダーバン
- FAEL (ELS) – イースト・ロンドン空港（英語版） – イースト・ロンドン
- FAEM (EMG) – エンパンゲニ空港 – エンパンゲニ（英語版）
- FAER (ELL) – レファラレ空港 – Ellisras（英語版）
- FAFB (FCB) – フィックスバーグ空港 – Ficksburg（英語版）
- FAFK – フィサンテクラール飛行場（英語版） – Fisantekraal,Durbanville
- FAGC (GCJ) – グランド・セントラル空港（英語版） – ヨハネスブルグ
- FAGG (GRJ) – ジョージ空港（英語版） – ジョージ
- FAGI (GIY) – ギヤニ空港 – Giyani（英語版）
- FAGM (QRA) – ランド空港 – ヨハネスブルグ
- FAHL (HLW) – フルフルウェ空港（英語版） – Hluhluwe, KwaZulu-Natal（英語版）
- FAHR (HRS) – ハリスミス空港 – Harrismith（英語版）
- FAHS (HDS) – ホエドスプルート空軍基地（英語版） – Hoedspruit（英語版）
- FAJS (JNB) – O・R・タンボ国際空港 – ヨハネスブルグ; 2012年7月26日からFAORに変更[1]
- FAKD (KXE) – クレルクスドルプ空港 – Klerksdorp（英語版）
- FAKM (KIM) – キンバリー空港 – キンバリー
- FAKN (MQP) – クルーガー・ムプマランガ国際空港（英語版） – ネルスプロイト (クルーガー国立公園)
- FAKP (KOF) – コマティプルト空港 – コマティプルト（英語版）
- FAKR – クルーガーズドープ空港 – クルーガーズドープ（英語版）
- FAKS – クルーンスタッド空港（英語版） – Kroonstad（英語版）
- FAKU (KMH) – ヨハン・ピーナール空港（英語版） – Kuruman（英語版）
- FAKZ (KLZ) – クレインジー空港（英語版） – Kleinsee（英語版）
- FALA (HLA) – ランセリア国際空港 – ランセリア
- FALC (LMR) – Finsch Mine Airport – Lime Acres（英語版）
- FALE (DUR) – キング・シャカ国際空港 – ダーバン
- FALK – ルシキシキ空港 – Lusikisiki（英語版）
- FALM (LCD) – マカド空軍基地（英語版） – Makhado（英語版）
- FALW (SDB) – ランヘバーンヴェグ空軍基地（英語版） – Langebaan（英語版）
- FALY (LAY) – レディスミス空港 – レディスミス
- FAMD (AAM) – マラ・マラ空港 – マラ・マラ
- FAMG (MGH) – マルギット空港（英語版） – Margate, KwaZulu-Natal（英語版）
- FAMM (MBD) – マフィケング空港（英語版） – マフィケング
- FAMN (LLE) – マレラネ空港 – マレラネ（英語版）
- FAMO (MZY) – モーセル・ベイ空港 – モーセル・ベイ（英語版）
- FAMS (MEZ) – ムシナ空港 – ムシナ
- FAMU (MZQ) – ムクゼ空港 – Mkuze, KwaZulu-Natal（英語版）
- FAMW (MZF) – ワイルド・コースト・サン空港 – ムザムバ
- FANC (NCS) – Newcastle Airport (South Africa)（英語版） – Newcastle, KwaZulu-Natal（英語版）
- FANG (NGL) – Ngala Airfield Airport – Ngala（英語版）
- FANS (NLP) – ネルスプロイト空港（英語版） – ネルスプロイト
- FAOI – Orient Airfield – Magaliesburg（英語版）
- FAOH (OUH) – Oudtshoorn Airport – Oudtshoorn, Western Cape（英語版）
- FAOR (JNB) – O・R・タンボ国際空港 – FAJSから変更
- FAPA (AFD) – Port Alfred Airport（英語版） – Port Alfred（英語版）
- FAPE (PLZ) – ポートエリザベス国際空港 – ポート・エリザベス
- FAPG (PBZ) – Plettenberg Bay Airport – Plettenberg Bay（英語版）
- FAPH (PHW) – Hendrik Van Eck Airport（英語版） – Phalaborwa（英語版）
- FAPJ (JOH) – Port St. Johns Airport – Port St. Johns（英語版）
- FAPK (PRK) – Prieska Airport – Prieska（英語版）
- FAPM (PZB) – ピーターマリッツバーグ空港（英語版） – ピーターマリッツバーグ
- FAPN (NTY) – ピラネスブルグ国際空港 – ピラネスブルグ（英語版） (サンシティ近郊)
- FAPP (PTG) – ポロクワネ国際空港（英語版） – ポロクワネ
- FAPS (PCF) – ポチェフストルーム空港 – ポチェフストルーム
- FAQT (UTW) – クーンズタウン空港 – Queenstown, Eastern Cape（英語版）
- FARB (RCB) – Richards Bay Airport（英語版） – Richards Bay, KwaZulu-Natal（英語版）
- FARG – ルステンブルグ空港 – ルステンブルク
- FARS (ROD) – Robertson Airport – Robertson, South Africa（英語版）
- FASB (SBU) – Springbok Airport – スプリングボック
- FASC (ZEC) – Secunda Airport – Secunda, Mpumalanga（英語版）
- FASD (SDB) – Vredenburg Airport – Saldanha Bay（英語版）
- FASE (GSS) – Sabi Sabi（英語版）
- FASH – ステレンボッシュ飛行クラブ – ステレンボッシュ
- FASK – スワートコプ空軍基地（英語版） – Centurion, Gauteng（英語版）
- FASS (SIS) – シシェン空港 – シシェン（英語版）
- FASZ (SZK) – スククザ空港（英語版） – スククザ（英語版）
- FATA – Teddarfield Airpark
- FATH (THY) – パトリック・ムペプー空港  – Thohoyandou（英語版）
- FATN (TCU) – ターバ・ニシュー空港 – Thaba Nchu（英語版）
- FATP – ニュー・テンプ空港 – ブルームフォンテーン
- FATZ (LTA) – ツァニーン空港 – ツァニーン（英語版）
- FAUL (ULD) – ウルンディ空港（英語版） – ウルンディ
- FAUP (UTN) – アピントン空港（英語版） – アピントン
- FAUT (UTT) – ウムタタ空港（英語版） – ウムタタ
- FAVB (VRU) – フライバーグ空港（英語版） – フライバーグ（英語版）
- FAVG (VIR) – バージニア空港（英語版） – ダーバン
- FAVR (VRF) – フレデンダル空港 – フレデンダル（英語版）
- FAVW – ビクトリア・ウェスト空港 - ビクトリア・ウェスト（英語版）
- FAVY (VYD) – ヴリヘイド空港 – Vryheid, KwaZulu-Natal（英語版）
- FAWB (PRY) – ヴォンデールボアム空港（英語版） – プレトリア
- FAWK – ヴォーテールクルーフ空軍基地（英語版） – ツワネ
- FAWM (WEL) – ウェルコム空港 – ウェルコム
- FAYP – エイステールプラート空軍基地（英語版） – ケープタウン

## FB – ボツワナ
カテゴリと一覧も参照
- FBFT (FRW) – フランシスタウン空港 – フランシスタウン
- FBGM – ガメア空港 – ガメア（英語版）
- FBGZ (GNZ) – ハンツィ空港 – ハンツィ
- FBJW (JWA) – Jwaneng Airport（英語版） – Jwaneng diamond mine（英語版）
- FBKE (BBK) – カサネ空港（英語版） – カサネ
- FBKG – カン空港 – カン（英語版）
- FBKR (KHW) – Khwai River Airport（英語版） – Khwai River（英語版）
- FBKY – カニエ空港 – カニエ
- FBLO (LOQ) – ロバツェ空港（英語版） – ロバツェ
- FBMM – マカラマベディ空港（英語版） – マカラマベディ
- FBMN (MUB) – マウン空港（英語版） – マウン
- FBNN – Nokaneng Airport（英語版） – Nokaneng（英語版）
- FBNT – ナタ空港（英語版） – ナタ
- FBOR (ORP) – オラパ空港（英語版） – オラパ
- FBPY (QPH) – Palapye Airport（英語版） – Palapye（英語版）
- FBRK – Rakops Airport（英語版） – Rakops（英語版）
- FBSK (GBE) – セレツェカーマ国際空港 – ハボローネ
- FBSN (SXN) – Sua Pan Airport（英語版） – Sua Pan（英語版）
- FBSP (PKW) – セレビ・ピクウェ空港（英語版） – セレビ・ピクウェ
- FBSR – セロウェ空港（英語版） – セロウェ
- FBSV (SVT) – Savuti Airport（英語版） – Savuti
- FBSW (SWX) – Shakawe Airport（英語版） – Shakawe（英語版）
- FBTE – ツヘーネ空港（英語版） – ツヘーネ
- FBTL (TLD) – Tuli Lodge Airport（英語版） – Tuli Lodge
- FBTS (TBY) – ツァボン空港（英語版） – ツァボン
- FBXG – Xugana Airport（英語版） – Xugana

## FC – コンゴ共和国
カテゴリと一覧も参照
- FCBB (BZV) – マヤマヤ空港 – ブラザヴィル
- FCBD (DJM) – Djambala Airport（英語版） – ジャンバラ
- FCBK (KNJ) – Kindamba Airport（英語版） – Kindamba（英語版）
- FCBL (LCO) – Lague Airport（英語版） – Lague
- FCBM (MUY) – Mouyondzi Airport（英語版） – Mouyondzi（英語版）
- FCBS (SIB) – Sibiti Airport（英語版） – Sibiti（英語版）
- FCBY (NKY) – Yokangassi Airport（英語版） – Nkayi, Congo（英語版）
- FCBZ (ANJ) – Zanaga Airport（英語版） – Zanaga（英語版）
- FCMM (MSX) – Mossendjo Airport（英語版） – Mossendjo（英語版）
- FCOB (BOE) – Boundji Airport（英語版） – Boundji（英語版）
- FCOE (EWO) – Ewo Airport（英語版） – Ewo（英語版）
- FCOG (GMM) – Gamboma Airport（英語版） – Gamboma（英語版）
- FCOI (ION) – アンフォンド空港（英語版） – アンフォンド
- FCOK (KEE) – Kelle Airport（英語版） – ケレ
- FCOM (MKJ) – Makoua Airport（英語版） – Makoua（英語版）
- FCOO (FTX) – Owando Airport（英語版） – オワンド
- FCOS (SOE) – Souanke Airport（英語版） – Souanke（英語版）
- FCOT (BTB) – Betou Airport（英語版） – Betou（英語版）
- FCOU (OUE) – ウェッソ空港（英語版） – ウェッソ
- FCPA (KMK) – Makabana Airport（英語版） – Makabana（英語版）
- FCPL (DIS) – ドリシー空港（英語版） – ドリシー
- FCPP (PNR) – ポワントノワール空港 – ポワントノワール

## FD – エスワティニ
カテゴリと一覧も参照
- FDGD – (FDNH参照)
- FDGL – (FDLV参照)
- FDHG – Piggs Peak Airfield – Ngonini（英語版）
- FDKB – (FDKS参照)
- FDKS – Kubuta Airfield – Kubuta（英語版）
- FDLV – ラブミサ飛行場 – ラブミサ
- FDMH – ムルメ飛行場 – ムルメ
- FDMS (MTS) – マツァパ国際空港 – マンジニ
- FDNH – ンランガーノ飛行場 – ンランガーノ
- FDNS – Nsoko Airfield – Nsoko（英語版）
- FDSK (SHO) – キング・ムスワティ3世国際空港 – マンジニ
- FDSM – Simunye Airfield – Simunye（英語版）
- FDST – シテキ飛行場 – シテキ
- FDTM – Tambankula Airfield – Tambankula
- FDTS – Tshaneni Airfield – Tshaneni（英語版）
- FDUB – Ubombo Ranches Airfield – Big Bend, Swaziland（英語版）

## FE – 中央アフリカ共和国
カテゴリと一覧も参照
- FEFA – アリンダオ空港（英語版） – アリンダオ（英語版）
- FEFB  – ポステ空港（英語版） – オボ
- FEFC (CRF) – カルノ空港（英語版） – カルノ
- FEFE – モバイエ・ムバンガ空港（英語版） – モバイエ
- FEFF (BGF) – バンギ・ムポコ国際空港 – バンギ
- FEFG (BGU) – バンガスー空港（英語版） – バンガスー
- FEFI (IRO) – ビラオ空港（英語版） – ビラオ
- FEFL (BEM) – ボセンベレ空港（英語版） – ボセンベレ（英語版）
- FEFM (BBY) – バンバリ空港（英語版） – バンバリ
- FEFN (NDL) – ンデレ空港 – ンデレ
- FEFO (BOP) – ブワル空港（英語版） – ブワル
- FEFP – パウア空港（英語版） – パウア
- FEFR (BIV) – ブリア空港（英語版） – ブリア
- FEFS (BSN) – ボサンゴア空港（英語版） – ボサンゴア
- FEFT (BBT) – ベルベラティ空港（英語版） – ベルベラティ
- FEFU – シブート空港（英語版） – シブート（英語版）
- FEFW (ODA) – ワッダ空港（英語版） – ワッダ（英語版）
- FEFY (AIG) – ヤリンガ空港（英語版） – ヤリンガ
- FEFZ (IMO) – ゼミオ空港（英語版） – ゼミオ
- FEGC – ボカランガ空港（英語版） – ボカランガ（英語版）
- FEGE (MKI) – ムボッキ空港（英語版） – オボ
- FEGF (BTG) – バタンガフォ空港（英語版） – バタンガフォ
- FEGL (GDI) – ゴルディル空港（英語版） – ゴルディル（英語版）
- FEGM (BMF) – バクマ空港（英語版） – バクマ（英語版）
- FEGO (ODJ) – ワンダ＝ジャレ空港（英語版） – ワンダ＝ジャレ（英語版）
- FEGR (RFA) – ラファイ空港 – ラファイ
- FEGU (BCF) – ブーカ空港（英語版） – ブーカ（英語版）
- FEGZ (BOZ) – ボズム空港（英語版） – ボズム

## FG – 赤道ギニア
カテゴリと一覧も参照
- FGAB – アンノボン空港 – サンアントニオ・デ・パレ
- FGBT (BSG) – バタ空港 – バタ
- FGSL (SSG) – マラボ国際空港 – マラボ

## FH – セントヘレナ・アセンションおよびトリスタンダクーニャ
カテゴリと一覧も参照
- FHAW (ASI) – アセンション島空軍基地 – ジョージタウン

## FI – モーリシャス
カテゴリと一覧も参照
- FIMP (MRU) – サー・シウサガル・ラングーラム国際空港 – Plaine Magnien（英語版）
- FIMR (RRG) – サー・ゲイタン・ドゥバル空港（英語版） (プレンヌ・コライユ空港) – ロドリゲス島

## FJ – イギリス領インド洋地域
カテゴリと一覧も参照
- FJDG (NKW) – ディエゴガルシア島

## FK – カメルーン
カテゴリと一覧も参照
- FKKB (KBI) – クリビ空港（英語版） – クリビ
- FKKC (TKC) – Tiko Airport（英語版） – Tiko（英語版）
- FKKD (DLA) – ドゥアラ国際空港 – ドゥアラ
- FKKF (MMF) – Mamfe Airport（英語版） – マンフェ
- FKKG (BLC) – Bali Airport（英語版） – バリ
- FKKH (KLE) – Kaélé Airport（英語版） – Kaélé（英語版）
- FKKI (OUR) – Batouri Airport（英語版） – Batouri（英語版）
- FKKJ (GXX) – Yagoua Airport（英語版） – Yagoua（英語版）
- FKKL (MVR) – サラック空港 – マルア
- FKKM (FOM) – Nkounja Airport（英語版） – Foumban（英語版）
- FKKN (NGE) – ヌガウンデレ空港 – ヌガウンデレ
- FKKO (BTA) – ベルトゥア空港（英語版） – ベルトゥア
- FKKR (GOU) – ガルア国際空港 – ガルア
- FKKS (DSC) – Dschang Airport（英語版） – Dschang（英語版）
- FKKU (BFX) – バフーサム空港（英語版） – バフーサム
- FKKV (BPC) – バメンダ空港（英語版） – バメンダ
- FKKW (EBW) – エボロワ空港（英語版） – エボロワ
- FKKY (YAO) – ヤウンデ空港（英語版） – ヤウンデ
- FKYS (NSI) – ヤウンデ・ンシマレン国際空港 – ヤウンデ

## FL – ザンビア
カテゴリと一覧も参照
- FLBA (MMQ) – Mbala Airport（英語版） – Mbala, Zambia（英語版）
- FLCP (CIP) – Chipata Airport（英語版） – チパタ
- FLKE (ZKP) – Kasompe Airport（英語版） – Kasompe
- FLKL (KLB) – Kalabo Airport（英語版） – Kalabo（英語版）
- FLKO (KMZ) – Kaoma Airport（英語版） – Kaoma, Zambia（英語版）
- FLKS (KAA) – カサマ空港（英語版） – カサマ
- FLKW (QKE) – Milliken Airport（英語版） – カブウェ
- FLLC – ルサカ・シティ空港（英語版） – ルサカ
- FLLI (LVI) – Livingstone Airport（英語版） – リヴィングストン
- FLLK (LXU) – Lukulu Airport（英語版） – Lukulu（英語版）
- FLLS (LUN) – ルサカ国際空港 – ルサカ
- FLMA (MNS) – Mansa Airport（英語版） – Mansa, Zambia（英語版）
- FLMF (MFU) – Mfuwe Airport（英語版） – Mfuwe（英語版）
- FLMG (MNR) – モング空港（英語版） – モング
- FLND (NLA) – ンドラ空港 – ンドラ
- FLSN (SXG) – Senanga Airport（英語版） – Senanga（英語版）
- FLSO (KIW) – Southdowns Airport（英語版） – キトウェ
- FLSS (SJQ) – Sesheke Airport（英語版） – Sesheke（英語版）
- FLSW (SLI) – ソルウェジ空港（英語版） – ソルウェジ
- FLZB (BBZ) – Zambezi Airport（英語版） – Zambezi,_Zambia（英語版）

## FM – コモロ、マヨット、レユニオン、マダガスカル

### コモロ
カテゴリと一覧も参照
- FMCH (HAH) – プリンス・サイード・イブラヒーム国際空港 – モロニ
- FMCI (NWA) – Mohéli Bandar Es Eslam Airport（英語版） – モヘリ島
- FMCN (YVA) – Iconi Airport（英語版） – モロニ
- FMCV (AJN) – Ouani Airport（英語版） – アンジュアン島

### マヨット
カテゴリと一覧も参照
- FMCZ (DZA) – ザウジ・パマンジ国際空港（英語版） – ザウジ, マヨット

### レユニオン
カテゴリと一覧も参照
- FMEE (RUN) – ローラン・ギャロス空港 – サン＝ドニ, レユニオン
- FMEP (ZSE) – Pierrefonds Airport（英語版） – サン＝ピエール, レユニオン

### マダガスカル
カテゴリと一覧も参照
- FMMA – Arivonimamo Air Base（英語版） – アンタナナリボ
- FMMC (WML) – Malaimbandy Airport – Malaimbandy（英語版）
- FMME (ATJ) – アンツィラベ空港 – アンツィラベ
- FMMG (WAQ) – Antsalova Airport（英語版） – Antsalova（英語版）
- FMMI (TNR) – イヴァト空港 – アンタナナリボ
- FMMK (JVA) – Ankavandra Airport（英語版） – Ankavandra（英語版）
- FMML (BMD) – Belo sur Tsiribihina Airport（英語版） – Belo sur Tsiribihina（英語版）
- FMMN (ZVA) – Miandrivazo Airport（英語版） – Miandrivazo（英語版）
- FMMO (MXT) – メインティラーノ空港（英語版） – メインティラーノ
- FMMQ (ILK) – Ilaka-Est Airport – Ilaka-Est
- FMMR (TVA) – Morafenobe Airport（英語版） – Morafenobe（英語版）
- FMMS (SMS) – サント・マリー空港（英語版） – サント・マリー島
- FMMT (TMM) – トアマシナ空港（英語版） – トアマシナ
- FMMU (WTA) – Tambohorano Airport（英語版） – Tambohorano（英語版）
- FMMV (MOQ) – モロンダバ空港（英語版） – モロンダバ
- FMMX (WTS) – Tsiroanomandidy Airport（英語版） – Tsiroanomandidy（英語版）
- FMMY (VAT) – Vatomandry Airport – Vatomandry（英語版）
- FMMZ (WAM) – Ambatondrazaka Airport（英語版） – Ambatondrazaka（英語版）
- FMNA (DIE) – Arrachart Airport（英語版） – アンツィラナナ
- FMNC (WMR) – Mananara Nord Airport（英語版） – Mananara Nord（英語版）
- FMND (ZWA) – Andapa Airport – Andapa（英語版）
- FMNF (WBD) – Befandriana Nord Airport – Befandriana Nord（英語版）
- FMNG (WPB) – Port Berge Airport（英語版） – Port Berge（英語版）
- FMNH (ANM) – Antsirabato Airport（英語版） – アンタラハ
- FMNJ (IVA) – アンバンジャ空港（英語版） – アンバンジャ
- FMNL (HVA) – Analalava Airport（英語版） – Analalava（英語版）
- FMNM (MJN) – Amborovy Airport（英語版） – マハジャンガ
- FMNN (NOS) – Fascene Airport（英語版） – ノシ・ベ
- FMNO (DWB) – Soalala Airport（英語版） – Soalala（英語版）
- FMNQ (BPY) – Besalampy Airport（英語版） – Besalampy（英語版）
- FMNR (WMN) – Maroantsetra Airport（英語版） – Maroantsetra（英語版）
- FMNS (SVB) – Sambava Sud Airport – Sambava Sud
- FMNT (TTS) – Tsaratanana Airport（英語版） – Tsaratanana（英語版）
- FMNV (VOH) – Vohemar Airport（英語版） – Vohemar（英語版）
- FMNW (WAI) – Ambalabe Airport（英語版） – アンツヒヒ
- FMNZ – Ampampamena Airport（英語版） – Ampampamena
- FMSB (WBO) – Antsoa Airport – Beroroha（英語版）
- FMSC (WMD) – Mandabe Airport – Mandabe（英語版）
- FMSD (FTU) – トラニャロ空港（英語版） – トラニャロ
- FMSF (WFI) – フィアナランツォア空港（英語版） – フィアナランツォア
- FMSI (IHO) – Ihosy Airport – Ihosy（英語版）
- FMSJ (MJA) – Manja Airport（英語版） – Manja, Madagascar（英語版）
- FMSK (WVK) – マナカラ空港（英語版） – マナカラ
- FMSL (OVA) – Bekily Airport – Bekily（英語版）
- FMSM (MNJ) – Mananjary Airport（英語版） – Mananjary, Fianarantsoa（英語版）
- FMSN (TDV) – Tanandava-Samangoky Airport – Tanandava-Samangoky
- FMSR (MXM) – Morombe Airport（英語版） – Morombe（英語版）
- FMST (TLE) – トゥリアラ空港（英語版） – トゥリアラ
- FMSV (BKU) – Betioky Airport – Betioky（英語版）
- FMSY (AMP) – アンパニヒ空港（英語版） – アンパニヒ
- FMSZ (WAK) – Ankazoabo Airport – Ankazoabo（英語版）

## FN – アンゴラ
カテゴリと一覧も参照
- FNAM (AZZ) – Ambriz Airport（英語版） – Ambriz（英語版）
- FNBC (SSY) – ンバンザ＝コンゴ空港（英語版） – ンバンザ＝コンゴ
- FNBG (BUG) – ベンゲラ空港（英語版） – ベンゲラ
- FNCA (CAB) – カビンダ空港（英語版） – カビンダ
- FNCF (CFF) – Cafunfo Airport（英語版） – Cafunfo（英語版）
- FNCH (PGI) – Chitato Airport（英語版） – Chitato（英語版）
- FNCT (CBT) – Catumbela Airport（英語版） – Catumbela（英語版）
- FNCV (CTI) – Cuito Cuanavale Airport（英語版） – Cuito Cuanavale（英語版）
- FNCX  – Camaxilo Airport（英語版） – Camaxilo
- FNCZ (CAV) – Cazombo Airport（英語版） – Cazombo
- FNDU (DUE) – Dundo Airport（英語版） – Dundo（英語版）
- FNGI (VPE/NGV) – Ondjiva Pereira Airport（英語版） – Ondjiva（英語版）
- FNHU (NOV) – ノバ・リスボア空港 – ウアンボ
- FNKU (SVP) – Kuito Airport（英語版） – クイト
- FNLK (LBZ) – Lucapa Airport（英語版） – Lucapa（英語版）
- FNLU (LAD) – クアトロ・デ・フェベレイロ空港 – ルアンダ
- FNMA (MEG) – マランジェ空港（英語版） – マランジェ
- FNME (SPP) – メノングエ空港（英語版） – メノングエ
- FNMO (MSZ) – ナミベ空港（英語版） – ナミベ
- FNNG (GXG) – Negage Airport（英語版） – Negage（英語版）
- FNPA (PBN) – Porto Amboim Airport（英語版） – Porto Amboim（英語版）
- FNSA (VHC) – Saurimo Airport（英語版） – Saurimo（英語版）
- FNSO (SZA) – Soyo Airport（英語版） – Soyo（英語版）
- FNUA (UAL) – Luau Airport（英語版） – Luau, Moxico（英語版）
- FNUB (SDD) – ルバンゴ空港（英語版） – ルバンゴ
- FNUE (LUO) – Luena Airport（英語版） – Luena, Moxico Province（英語版）
- FNUG (UGO) – Uige Airport（英語版） – ウイジェ
- FNWK (CEO) – Waco Kungo Airport（英語版） – Waco Kungo（英語版）
- FNXA (XGN) – シャンゴンゴ空港 – シャンゴンゴ（英語版）
- FNZE (ARZ) – N'zeto Airport（英語版） – N'zeto（英語版）
- FNZG (NZA) – Nzagi Airport（英語版） – Nzagi (Andrada)（英語版）

## FO – ガボン
カテゴリと一覧も参照
- FOGA (AKE) – Akieni Airport（英語版） – Akieni（英語版）
- FOGB (BGB) – Booué Airport – Booué（英語版）
- FOGE (KDN) – Ndende Airport – Ndende
- FOGF (FOU) – Fougamou Airport – Fougamou（英語版）
- FOGG (MBC) – Mbigou Airport – Mbigou（英語版）
- FOGI (MGX) – Moabi Airport – Moabi
- FOGK (KOU) – Mabimbi Airport – クラムトゥ
- FOGM (MJL) – Mouila (City) Airport – ムイラ
- FOGO (OYE) – オイェム空港（英語版） – オイェム
- FOGQ (OKN) – Okondja Airport – Okondja（英語版）
- FOGR (LBQ) – ランバレネ空港 – ランバレネ
- FOOB (BMM) – Bitam Airport（英語版） – Bitam（英語版）
- FOOD (MFF) – モアンダ空港（英語版） – モアンダ
- FOOE (MKB) – Mékambo Airport – Mékambo（英語版）
- FOOG (POG) – ポールジャンティ空港（英語版） – ポールジャンティ
- FOOH (OMB) – Hospital Airport – Omboué（英語版）
- FOOI (IGE) – Tchongorove Airport – Iguela
- FOOK (MKU) – Makokou Airport（英語版） – Makokou（英語版）
- FOOL (LBV) – リーブルヴィル国際空港 – リーブルヴィル
- FOOM (MZC) – ミチク空港 – ミチク
- FOON (MVB) – M'vengue Airport（英語版） – フランスヴィル
- FOOR (LTL) – Lastourville Airport – Lastourville
- FOOS (ZKM) – Sette Cama Airport – Sette Cama（英語版）
- FOOT (TCH) – Tchibanga Airport（英語版） – Tchibanga（英語版）
- FOOY (MYB) – Mayumba Airport（英語版） – Mayumba（英語版）

## FP – サントメ・プリンシペ
カテゴリと一覧も参照
- FPPA (PGP) – ポルトアレグレ空港 – サントメ
- FPPR (PCP) – プリンシペ空港 – プリンシペ島
- FPST (TMS) – サントメ国際空港 (Salazar Airport) – サントメ

## FQ – モザンビーク
カテゴリと一覧も参照
- FQAG (ANO) – Angoche Airport（英語版） – Angoche（英語版）
- FQBR (BEW) – ベイラ国際空港 – ベイラ
- FQCB (FXO) – Cuamba Airport（英語版） – Cuamba（英語版）
- FQCH (VPY) – Chimoio Airport（英語版） – シモイオ
- FQIN (INH) – Inhambane Airport（英語版） – イニャンバネ市
- FQLC (VXC) – リシンガ空港（英語版） – リシンガ
- FQLU (LFB) – Lumbo Airport（英語版） – Lumbo（英語版）
- FQMA (MPM) – マプト国際空港 – マプト
- FQMD (MUD) – Mueda Airport（英語版） – Mueda（英語版）
- FQMP (MZB) – Mocímboa da Praia Airport（英語版） – Mocímboa da Praia（英語版）
- FQNC (MNC) – ナカラ空港（英語版） – ナカラ
- FQNP (APL) – ナンプラ空港 – ナンプラ
- FQPB (POL) – ペンバ空港（英語版） – ペンバ
- FQQL (UEL) – ケリマネ空港（英語版） – ケリマネ
- FQTT (TET) – Chingozi Airport（英語版） – テテ
- FQUG – Ulongwe Airport（英語版） – Ulongwe
- FQVL (VNX) – Vilankulo Airport（英語版） – Vilankulo（英語版）

## FS – セーシェル
カテゴリと一覧も参照
- FSAL – Alphonse Airport（英語版） – Alphonse Island（英語版）
- FSAS – Assumption Island Airport（英語版） – Assumption Island（英語版）
- FSDA – D'Arros Airport – D'Arros Island（英語版）
- FSDR (DES) – Desroches Airport（英語版） – Desroches Island（英語版） (Île Desroches)
- FSFA – Farquhar Airport（英語版） – Farquhar Islands（英語版）
- FSIA (SEZ) – セーシェル国際空港 – マヘ島
- FSMA – Marie Louise Airport – Marie Louise Island（英語版）
- FSPL – Platte Airport – Platte Island（英語版） (Île Platte)
- FSPP (PRI) – プララン島空港（英語版） – プララン島
- FSSA – Astove Island Airport – Astove Island（英語版）
- FSSB (BDI) – バード島空港（英語版） – バード島
- FSSC – Coëtivy Airport（英語版） – Coëtivy Island（英語版）
- FSSD (DEI) – Denis Island Airport（英語版） – Denis Island（英語版）
- FSSF (FRK) – Frégate Island Airport（英語版） – Frégate Island（英語版）
- FSSR – Remire Airport – Remire Island（英語版） (Eagle Island)

## FT – チャド
カテゴリと一覧も参照
- FTTA (SRH) – サール空港（英語版） – サール
- FTTB (OGR) – ボンゴル空港（英語版） – ボンゴル
- FTTC (AEH) – アベシェ空港 – アベシェ
- FTTD (MQQ) – ムンドゥ空港（英語版） – ムンドゥ
- FTTE – ビルティン空港（英語版） – ビルティン
- FTTF – ファダ空港（英語版） – ファダ
- FTTG – ゴス・ベイダ空港（英語版） – ゴス・ベイダ
- FTTH (LTC) – ライ空港（英語版） – ライ
- FTTI (ATV) – アティ空港（英語版） – アティ
- FTTJ (NDJ) – ンジャメナ国際空港 – ンジャメナ
- FTTK (BKR) – ボコロ空港 – Bokoro（英語版）
- FTTL (OTC) – ボル空港（英語版） – ボル
- FTTM (MVO) – モンゴ空港 – モンゴ
- FTTN (AMC) – アム・ティマン空港（英語版） – アム・ティマン
- FTTP (PLF) – Pala Airport（英語版） – Pala, Chad（英語版）
- FTTR – Zouar Airport（英語版） – Zouar（英語版）
- FTTS (OUT) – Bousso Airport（英語版） – Bousso（英語版）
- FTTU (AMO) – マオ空港（英語版） – マオ
- FTTY (FYT) – ファヤ・ラルジョー空港（英語版） – ファヤ・ラルジョー
- FTTZ – ズグラ空港（英語版） – バルダイ

## FV – ジンバブエ
カテゴリと一覧も参照
- FVBU (BUQ) – Joshua Mqabuko Nkomo International Airport（英語版） – ブラワヨ
- FVCH (CHJ) – Chipinge Airport（英語版） – Chipinge（英語版）
- FVCP       – Charles Prince Airport（英語版） – ハラレ
- FVCZ (BFO) – Buffalo Range Airport（英語版） – Chiredzi（英語版）
- FVFA (VFA) – ヴィクトリアフォールズ空港 – ヴィクトリアの滝
- FVGR       – Grand Reef Airport（英語版） – ムタレ
- FVHA (HRE) – ハラレ国際空港 – ハラレ
- FVKB (KAB) – Kariba Airport（英語版） – Kariba, Zimbabwe（英語版）
- FVMT       – Mutoko Airport（英語版） – Mutoko（英語版）
- FVMU (UTA) – Mutare Airport（英語版） – ムタレ
- FVMV (MVZ) – Masvingo Airport（英語版） – Masvingo（英語版）
- FVOT       – Kotwa Airport（英語版）, Kotwa
- FVSH       – Zvishavane Airport（英語版） – Zvishavane, Zimbabwe（英語版）
- FVTL (GWE) – Gweru-Thornhill Air Base（英語版） – グウェル
- FVWN (HWN) – Hwange National Park Airport（英語版） – Hwange（英語版） (Hwange National Park（英語版）)
- FVWT (WKI) – Hwange Town Airport（英語版） – Hwange Town

## FW – マラウイ
カテゴリと一覧も参照
- FWCD (CEH) – Chelinda Airport（英語版） – Chelinda
- FWCL (BLZ) – チレカ国際空港 – ブランタイヤ
- FWCM (CMK) – Club Makokola Airport（英語版） – Club Makokola（英語版）
- FWCS – Ntchisi Airport（英語版） – Ntchisi（英語版）
- FWCT – Chitipa Airport（英語版） – Chitipa（英語版）
- FWDW (DWA) – Dwanga Airport（英語版） – Dwanga
- FWKA (KGJ) – Karonga Airport（英語版） – Karonga（英語版）
- FWKB – Katumbi Airport（英語版） – Katumbi
- FWKG (KBQ) – Kasungu Airport（英語版） – Kasungu（英語版）
- FWKI (LLW) – リロングウェ国際空港 – リロングウェ
- FWLK (LIX) – Likoma Airport（英語版） – Likoma, Malawi（英語版）
- FWLP – Lifupa Airport（英語版） – Kasungu（英語版）
- FWMC – Mchinji Airport（英語版） – ムチンジ
- FWMG (MAI) – Mangochi Airport – Mangochi（英語版）
- FWMY (MYZ) – Monkey Bay Airport（英語版） – Monkey Bay（英語版）
- FWSJ – Nsanje Airport（英語版） – Nsanje（英語版）
- FWSM (LMB) – Salima Airport（英語版） – Salima (township)（英語版）
- FWSU – Sucoma Airport（英語版） – Nchalo
- FWUU (ZZU) – ムズズ空港 – ムズズ
- FWZA – ゾンバ空港（英語版） – ゾンバ

## FX – レソト
カテゴリと一覧も参照
- FXLK (LEF) – Lebakeng Airport（英語版） – Lebakeng
- FXLR (LRB) – Leribe Airport（英語版） – フロツェ
- FXLS (LES) – Lesobeng Airport（英語版） – Lesobeng（英語版）
- FXMA (MSG) – Matsaile Airport（英語版） – Matsaile
- FXME (MTK) – マテカネ空港 – マフェテング県とモハレス・フーク県
- FXMF (MFC) – Mafeteng Airport（英語版） – Mafeteng（英語版）
- FXMK (MKH) – Mokhotlong Airport（英語版） – Mokhotlong（英語版）
- FXMM (MSU) – モショエショエ1世国際空港 – マセル
- FXMU – メジャメタラナ飛行場 – マセル
- FXNK (NKU) – Nkaus Airport（英語版） – Nkaus
- FXPG (PEL) – Pelaneng Airport（英語版） – Pelaneng
- FXQG (UTG) – Quthing Airport（英語版） – Quthing（英語版）
- FXQN (UNE) – Qachas' Nek Airport – Qachas' Nek（英語版）
- FXSK (SKQ) – Sekake Airport（英語版） – Sekake
- FXSM (SOK) – Semonkong Airport（英語版） – Semonkong（英語版）
- FXTA (THB) – Thaba Tseka Airport（英語版） – Thaba Tseka（英語版）
- FXTK (TKO) – Tlokoeng Airport（英語版） – Tlokoeng

## FY – ナミビア
カテゴリと一覧も参照
- FYAR (ADI) – Arandis Airport（英語版） – Arandis, Namibia（英語版）
- FYEN – Eenhana Airport（英語版） – Eenhana（英語版）
- FYGF (GFY) – グルートフォンテイン空港（英語版） – グルートフォンテイン
- FYHI (HAL) – Halali Airport（英語版） – Etosha National Park（英語版）
- FYHH – Helmeringhausen Airstrip – Helmeringhausen（英語版）
- FYKB (KAS) – Karasburg Airport（英語版） – Karasburg（英語版）
- FYKT (KMP) – ケートマンスフープ空港（英語版） – ケートマンスフープ
- FYLZ (LUD) – リューデリッツ空港（英語版） – リューデリッツ
- FYMO (OKU) – Mokuti Lodge Airport（英語版） – Mokuti Lodge
- FYMP (MPA) – Mpacha Airport（英語版） – Mpacha
- FYNA (NNI) – Namutoni Airport（英語版） – Namutoni（英語版）
- FYNP – Nepara Airfield – Nkurenkuru（英語版）
- FYOA (OND) – Ondangwa Airport（英語版） – Ondangua（英語版）
- FYOE (OMG) – Omega Airport（英語版） – Omega
- FYOG (OMD) – Oranjemund Airport（英語版） – Oranjemund（英語版）
- FYOH – Okahao Airport – Okahao（英語版）
- FYOO (OKF) – Okaukuejo Airport（英語版） – Okaukuejo（英語版）
- FYOP (OPW) – Opuwa Airport（英語版） – Opuwa（英語版）
- FYOS (OHI) – Oshakati Airport（英語版） – Oshakati（英語版）
- FYRU (NDU) – Rundu Airport（英語版） – Rundu（英語版）
- FYSM (SWP) – スワコプムント空港（英語版） – スワコプムント
- FYTM (TSB) – ツメブ空港（英語版） – ツメブ
- FYWB (WVB) – ウォルビスベイ空港（英語版） – ウォルビスベイ
- FYWE (ERS) – エロス空港 – ウィントフック
- FYWH (WDH) – ウィンドフック・ホセア・クタコ国際空港 – ウィントフック

## FZ – コンゴ民主共和国
カテゴリと一覧も参照
- FZAA (FIH) – ヌジリ国際空港 – キンシャサ
- FZAB (NLO) – ンドロ空港 – キンシャサ
- FZAJ (BOA) – ボーマ空港 – ボーマ
- FZAL (LZI) – ルオジ空港 – ルオジ（英語版）
- FZAM (MAT) – Tshimpi Airport（英語版） – マタディ
- FZAR (NKL) – ンコロ＝フマ空港 – ンコロ＝フマ
- FZBA (INO) – Inongo Airport（英語版） – Inongo（英語版）
- FZBI (NIO) – Nioki Airport（英語版） – Nioki（英語版）
- FZBO (FDU) – バンドゥンドゥ空港（英語版） – バンドゥンドゥ
- FZBT (KRZ) – キリ空港（英語版） – Kiri, Democratic Republic of the Congo（英語版）
- FZCA (KKW) – キクウィト空港（英語版） – キクウィト
- FZCB (IDF) – Idiofa Airport（英語版） – Idiofa（英語版）
- FZCE (LUS) – ルサンガ空港 – Lusanga, Kwilu（英語版）
- FZCV (MSM) – Masi-Manimba Airport – Masi-Manimba（英語版）
- FZDO (MNB) – モアンダ空港（英語版） – Muanda, Democratic Republic of the Congo（英語版）
- FZEA (MDK) – ムバンダカ空港 – ムバンダカ
- FZEN (BSU) – バサンクス空港（英語版） – バサンクス（英語版）
- FZFA (LIE) – Libenge Airport – Libenge（英語版）
- FZFD (BDT) – バドリテ空港（英語版） – バドリテ
- FZFK (GMA) – ゲメナ空港 – ゲメナ
- FZFU (BMB) – ブンバ空港 – ブンバ
- FZGA (LIQ) – リサラ空港 – リサラ
- FZGN (BNB) – ボエンデ空港 – ボエンデ
- FZGV (IKL) – Ikela Airport（英語版） – Ikela（英語版）
- FZIC (FKI) – バンゴカ国際空港 – キサンガニ
- FZIR (YAN) – ヤンガンビ空港 – ヤンガンビ
- FZJH (IRP) – マタリ空港 – イシロ
- FZKA (BUX) – ブニア空港 – ブニア
- FZKJ (BZU) – ブタ・ゼガ空港 – ブタ
- FZKN – アケティ空港 – アケティ
- FZMA (BKY) – カヴミュ空港 – ブカヴ
- FZNA (GOM) – ゴマ国際空港 – ゴマ
- FZNP (BNC) – ベニ空港 – ベニ
- FZOA (KND) – キンドゥ空港 – キンドゥ
- FZOD (KLY) – カリマ空港 – Kalima, Democratic Republic of the Congo（英語版）
- FZOP (PUN) – プニア空港 – Punia
- FZQA (FBM) – ルブンバシ国際空港 – ルブンバシ
- FZQC (PWO) – Pweto Airport（英語版） – Pweto（英語版）
- FZQG (KEC) – カセンガ空港 – カセンガ（英語版）
- FZQM (KWZ) – コルヴェジ空港 – コルヴェジ
- FZRA (MNO) – マノノ空港 – Manono, Democratic Republic of the Congo（英語版）
- FZRB (BDV) – モバ空港 – Moba, Democratic Republic of the Congo（英語版）
- FZRF (FMI) – カレミ空港 – カレミ
- FZRM (KBO) – カバロ空港 – カバロ
- FZRQ (KOO) – コンゴロ空港 – Kongolo, Tanganyika District（英語版）
- FZSA (KMN) – Base Airport – カミナ
- FZSB – カミナ空港（英語版） – カミナ
- FZSK (KAP) – カパンガ空港 – カパンガ
- FZTK (KNM) – カニアマ空港 – カニアマ
- FZUA (KGA) – カナンガ空港 – カナンガ
- FZUF (KGN) – カソンガ空港 – カソンガ
- FZUG (LZA) – ルイサ空港 – ルイサ
- FZUH (MMW) – モマ空港 – モマ
- FZUK (TSH) – ツィカパ空港 – ツィカパ
- FZVA (LJA) – ロジャ空港 – ロジャ
- FZVI (LBO) – ルサンボ空港（英語版） – ルサンボ
- FZVM (MEW) – ムウェカ空港 – ムウェカ（英語版）
- FZVR (BAN) – バソンゴ空港（英語版） – バソンゴ
- FZWA (MJM) – ムブジマイ空港 – ムブジマイ
- FZWC (GDJ) – ガンダジカ空港（英語版） – Gandajika（英語版）